# Újezd nad Zbečnem
Újezd nad Zbečnem je velká vesnice, část obce Zbečno ležící v okrese Rakovník ve Středočeském kraji. V roce 2011 zde trvale žilo 196 obyvatel.

## Historie
První písemná zmínka o vesnici pochází z roku 1511.

## Obyvatelstvo
| Rok            | 1869 | 1880 | 1890 | 1900 | 1910 | 1921 | 1930 | 1950 | 1961 | 1970 | 1980 | 1991 | 2001 | 2011 | 2021 |
| -------------- | ---- | ---- | ---- | ---- | ---- | ---- | ---- | ---- | ---- | ---- | ---- | ---- | ---- | ---- | ---- |
| Počet obyvatel | 284  | 335  | 359  | 367  | 399  | 367  | 402  | 352  | 346  | 292  | 251  | 208  | 186  | 196  | 272  |
| Počet domů     | 33   | 50   | 51   | 54   | 55   | 61   | 73   | 145  | 88   | 85   | 77   | 94   | 95   | 104  | 129  |

## Obecní správa
Při sčítání lidu v letech 1850–1899 Újezd nad Zbečnem byl osadou obce Zbečno v okrese Rakovník. V letech 1899–1979 byl samostatnou obcí v okrese Rakovník. Od 1. ledna 1980 je opět částí obce Zbečno v okrese Rakovník.

## Pamětihodnosti
- Přírodní rezervace Stříbrný luh